# Zselízi sortűz
1919. március 23-án Zselízen a csehszlovák katonaság a felvonuló tömegbe lőtt. A sortűznek 5 halálos áldozata volt.
Csehszlovákia 1918. október 28-i kikiáltása ellen több tiltakozó tüntetés is zajlott a Felvidék magyarlakta településein. Többek között Pozsonyban, Komáromban, Kassán és Zselízen sem voltak hajlandóak belenyugodni a sorsukba. Valamennyi helyen sok emberáldozatot követeltek az események a cseh legionáriusok drasztikus fellépései nyomán.
1919. március 23-án az akkor szinte színmagyar Zselíz lakossága demonstratív felvonulást szervezett, amelyen a csehszlovák hatalom intézkedései (államfordulat) elleni tiltakozásukat, illetve részben a Magyar Tanácsköztársaság iránti szimpátiájukat kívánták kifejezni. A magyar lobogó alatt, nemzeti töltetű dalokat éneklő tömeg a város Fő utcáján vonult végig, amikor a cseh legionáriusokból álló rendfenntartó erők sortüzet nyitottak rájuk. A sortűznek összesen öt halálos áldozata és számos sebesültje volt. A sortűz áldozataira 1994 óta emléktábla emlékeztet a városban.
A visszaemlékezések szerint a zselízi temetőtől induló tömeg a magyar zászlót vivő és elől haladó Nagy Pált követte. A kivonuló rendfenntartással megbízott cseh legionáriusok felszólításai ellenére a tömeg nem akart feloszlani. Valószínűleg énekelve vonultak tovább, mire azonban a katonák közéjük lőttek. Az áldozatok többsége ekkor vesztette életét: a 16 éves Várai Mária Lujza, a 18 éves Várai Anna, a 32 éves Nagy János és a 40 esztendős Séda Károly itt vesztette életét. Az ötödik áldozatot, Fejes Károlyt másnap hajnalban lőtték le.
A tragikus esemény mementójaként 1994-ben a zselízi magyar pártok és szervezetek kezdeményezésére emléktáblát állítottak a fő utca egyik házán. 2019-ben a 100. évfordulóra áthelyezték azt a kereszteződésben lévő kis parkba. A márványtáblát egy nagy sziklára rögzítették.